# Walterus Franciscus Van Genechten
Walterus Franciscus Van Genechten (Turnhout, 18 januari 1768 - 19 september 1855) was een koopman, advocaat, rechter en politicus uit het Zuid-Nederlandse/Belgische Turnhout.
Van Genechten was een zoon van Waltherus Eugenius Van Genechten en Maria Theresia De Bie, en studeerde rechten aan de Universiteit van Leuven, waar hij in 1794 zijn licentiaat behaalde. Hij werd handelaar en advocaat te Turnhout. Hij was in de Franse tijd enige tijd lid van de algemene raad van het departement Twee Neten, en toen in 1815 de grondwet ook in de Zuidelijke Nederlanden moest worden goedgekeurd, was hij lid van de Vergadering van Notabelen van dat departement. Na in 1815 het Tweede Kamerlidmaatschap nog geweigerd te hebben, was hij tussen 1820 en 1830 lid van de Tweede Kamer der Staten-Generaal, in eerste instantie regeringsgezind, later oppositioneel.
Van Genechten was president van de rechtbank van eerste aanleg te Turnhout en commissaris (rond 1825). In 1797 was hij getrouwd met Maria Antonia Petronella Swaan, met wie hij zeven zonen en vijf dochters kreeg (van wie 4 kinderen jong overleden).